# 刘楫
刘楫（?—?），元朝大臣，表字济川，元武宗时中书左丞。
元武宗至大元年（1308年），担任中书左丞。至大二年（1309年）八月，设立尚书省。中书左丞刘楫转任尚书左丞、商议尚书省事，乞台普济为尚书省右丞相，脱虎脱为左丞相，三宝奴、伯颜，也速为平章政事，保八为右丞，忙哥帖木儿为左丞，王罴为参知政事。刘楫受命整治钞法。